# Anatoli Konstantinowitsch Roschdestwenski

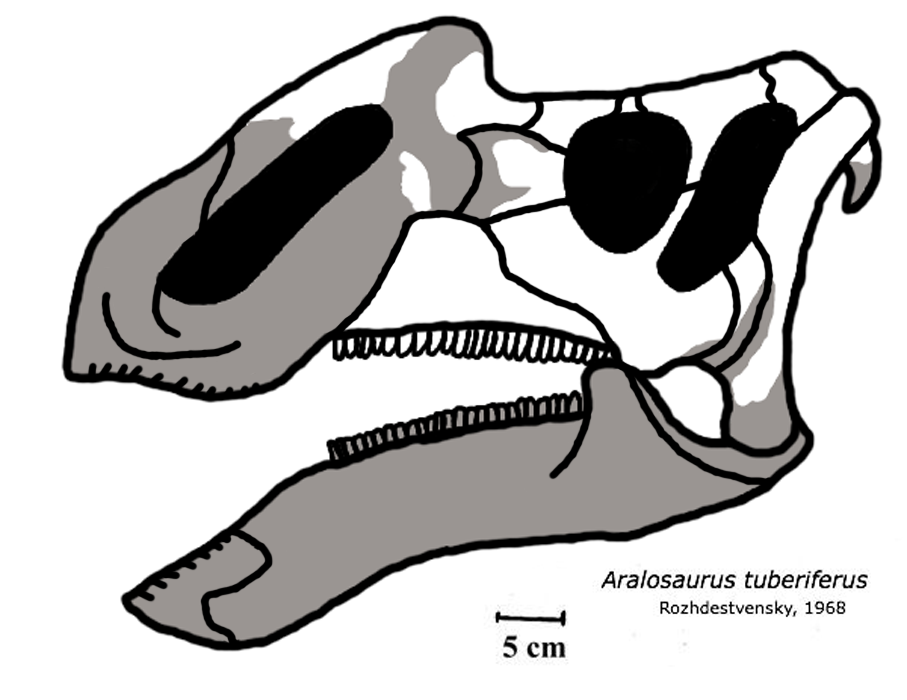
Der Schädel von Aralosaurus.

Anatoli Konstantinowitsch Roschdestwenski (* 21. März 1920 in Snamenka, Russland; † 1983) war ein russischer Paläontologe. Er war der Erstbeschreiber vieler verschiedener Dinosaurier, wie zum Beispiel Aralosaurus oder auch Probactrosaurus. Er benannte außerdem die Spezies Saurolophus angustirostris. Des Weiteren beschrieb er auch den lambeosauriden Hadrosaurier Kazaklambia convincens (damals von ihm als Procheneosaurus convincens beschrieben).

## Werke (Auswahl)
- Auf Dinosaurierjagd in der Gobi (deutsche Ausgabe Leipzig 1958; übersetzt von Hans-Joachim Thier, mit Vorwort von Conrad Vollmer; nach der 2. Aufl. der russischen Originalausgabe Moskau 1957)